# Falk Richter
Falk Richter (Hamburg, 23 d'octubre de 1969) és un escriptor i director de teatre alemany. Va estudiar lingüística i filosofia a la universitat d'Hamburg. Durant els seus estudis, va posar en escena les seves primeres obres Portrait. Image. Konzept (Retrat. Imatge. Concepte) i Kult (Culte). A partir de 1996 hi ha altres posades en escena: Silkon, Gott ist ein DJ, Nothing hurts, Electronic City i Unter Eis (Sota el gel). Les seves obres han estat traduïdes a 15 idiomes i estrenades a París, Londres, Nova York, Sydney, Atenes, Copenhaguen, Jakarta, Tòquio i al Festival d'Edimburg
Falk Richter dirigeix les seves pròpies obres però també ha fet posades e escena d'autors com Caryl Churchill (In weiter Ferne), Mark Ravenhill (Gestochen scharfe Polaroids) o Sarah Kane (4.48 Psychose) entre d'altres i també textos de teatre clàssic, com La gavina, Les tres germanes i El jardí dels cirerers d'Anton Txékhov. Per al Burgtheater de Viena va dirigir "Juli Cèsar" de William Shakespeare.
Els temes que tracten les obres de Richter van des de la identitat perduda, la incapacitat per a la comunicació entre l'home i la soledat i l'aïllament en el món confús dels mitjans de comunicació, a la guerra i la política. Les seves peces estan en relació directa amb el present i l'accés a les tendències socials i corrents. En les seves produccions hi és present, jugant-hi un paper important, la utilització de nous mitjans de comunicació.